# كلينتون غيلبرت أبوت
كلينتون غيلبرت أبوت (بالإنجليزية: Clinton Gilbert Abbott)‏ هو مدير متحف ‏ وعالم طيور أمريكي، ولد في 17 أبريل 1881 في ليفربول في المملكة المتحدة، وتوفي في 5 مارس 1946 في سان دييغو في الولايات المتحدة.